# Бучацька учительська семінарія
Бучацька учительська семінарія — назва кількох навчальних закладів у м. Бучач (нині Тернопільської области, Україна)

## Бучацька чоловіча учительська семінарія
Діяла при місцевому монастирі оо. Василіян з 1856 року. За даними о. Романа Луканя, припинила діяльність у 1870 році. За даними Николи Андрусяка (також Ярослава Стоцького), останнім роком діяльности був 1865. У джерелах можна зустріти іншу її назву — препандія, або препаранда (Осип Залеський стверджував, що з «препаранди» потім утворились Бучацькі вчительські семінарії.). У той час, можливо, єдиний такий освітній заклад у Галичині, який вели василіяни. Створена з доручення уряду Австрійської імперії. Навчання тривало два роки. Випускники отримували право працювати вчителями народних шкіл.

## Бучацька жіноча учительська семінарія
Державний австрійський шкільний закон 1869 р. вніс суттєві зміни у процес підготовки вчителів: замість існуючих учительських препаранд запроваджували нові навчальні заклади — чоловічі та жіночі вчительські семінарії.
Бучацька вчительська жіноча семінарія польського Товариства школи людової діяла до 1930 року (зокрема, в 1927—1929 роках), однак її закрили з «ощадностевих причин».